# Journal de 13 heures (France 2)
Le Journal de 13 heures (symbolisé 13h) est un journal télévisé diffusé en direct à 12 h 58. Il est diffusé depuis le 9 septembre 1987 sur Antenne 2, puis France 2.

## Histoire
Ce journal succède à Antenne 2 Midi diffusé du 8 janvier 1979 au 6 septembre 1987. Il commençait à 12 h 45, et a notamment été présenté par Patrick Lecocq et Noël Mamère. À partir du 8 septembre 1986, Antenne 2 Midi démarre à 13h00. Il porte le nom Journal de 13 heures depuis le 9 septembre 1987.
De septembre 1986 à décembre 1989 la présentation d'Antenne 2 Midi, puis du Journal de 13 heures est confiée à William Leymergie et Patricia Charnelet ; de janvier 1990 à septembre 1990 à Henri Sannier qui officiait jusque-là à la présentation du 19/20 de FR3. De septembre 1990 à juin 1992 à Philippe Lefait et Hervé Claude (en alternance).
Le 7 septembre 1992, Antenne 2 devient France 2 et le directeur de la rédaction confie la présentation du Journal de 13 heures de France 2 à Henri Sannier et Laurence Piquet.
- De septembre 1993 à juin 1994 : Henri Sannier en solo.
- De septembre 1994 à juin 1995 : Daniel Bilalian.
- De septembre 1995 à juin 1998 : Patrick Chêne.
- De septembre 1998 à juin 2000 : Carole Gaessler et Rachid Arhab.
- De septembre 2000 à juin 2001 : Gérard Holtz.
- De septembre 2001 à juin 2004 : Daniel Bilalian.

En septembre 2004, Christophe Hondelatte devient le présentateur de l'édition de la mi-journée avec pour but de redresser les audiences, atteignant lors de la saison passée 18 % contre 52,6 % pour le journal de 13 heures de TF1 présenté par Jean-Pierre Pernaut depuis 22 février 1988. La session d'information de France 2 est diffusée sur un nouveau plateau au milieu de la rédaction et comprend de nouvelles parties, dont un débat, un feuilleton de type reportage diffusée en 5 épisodes et une nouvelle rubrique « l'invité des 5 dernières minutes ».
Cependant en janvier 2005, à la suite d'audiences décevantes à hauteur de 17,5 % de part de marché et des critiques dans les médias, Christophe Hondelatte quitte brutalement la présentation du 13 heures le 28 janvier. Il est alors remplacé provisoirement jusqu'en juillet de la même année par Benoît Duquesne, présent à France Télévisions lors de la réalisation de son émission Complément d'enquête.
En septembre 2005, Élise Lucet présentatrice historique du 19/20 sur France 3 depuis 15 saisons, est choisie pour animer l'édition de la mi-journée. En avril 2016, elle arrête la présentation de la session d'information pour se consacrer à l'animation d'Envoyé spécial diffusé tous les jeudis soir sur la même chaîne, en plus de Cash Investigation réalisé occasionnellement.
De mai à septembre 2016, elle est provisoirement remplacée en alternance par Nathanaël de Rincquesen, Sophie Le Saint et Marie-Sophie Lacarrau. Cette dernière, anciennement présentatrice du 19/20 régional de France 3 Midi-Pyrénées et joker du 19/20 national, devient la présentatrice attitrée en septembre 2016.
Le 17 septembre 2020, Marie-Sophie Lacarrau quitte la présentation du 13 heures pour présenter le Journal de 13 heures de TF1 dès 2021, en remplacement de Jean-Pierre Pernaut.
Nathanaël de Rincquesen assure par intérim la présentation du 13 heures en semaine de mi-septembre à fin décembre 2020.
Le 4 janvier 2021, le nouveau titulaire est Julian Bugier qui présente de manière quotidienne le 13 heures en semaine. Son joker reste Nathanaël de Rincquesen.
A la rentrée 2021, le 13 heures décide d'être plus proche des téléspectateurs et décide de s'installer occasionnellement dans certaines villes de France afin de rencontrer les habitants de ces villes et parler avec qu'eux d'économie, de politique ou encore de patrimoine.
Le 4 novembre suivant, le 13 h décide de s'installer à Dieppe (en Seine-Maritime) le temps d'une journée.
Le 21 juin 2025, la chaîne France Info reprend le 13 h sur son antenne en raison d'une panne.

### Identité visuelle (logo)

Logo du 13 heures du 5 septembre 1994 au 12 octobre 1997.
Logo du 13 heures du 6 septembre 2004 au 31 août 2014.
Logo du 13 heures du 1er septembre 2014 au 25 août 2019.
Logo du 13 heures du 26 août 2019 au 27 août 2023.

## Lieux de tournage
Du 6 septembre 2004 au 31 août 2014, le journal de 13 heures est tourné dans l'atrium de France 2 qui sert de plateau et rédaction à France Info depuis 2016. Plusieurs modifications sont apportées au plateau au cours de son existence : en septembre 2009, lorsque l'édition du 20H WEEK-END arrive sur ce plateau; ainsi qu'en janvier 2012, lorsque l'édition du 20 Heures en semaine le rejoint également.
En septembre 2014, le plateau du journal de France 2 se modernise avec un nouveau décor modulable qui sert également pour le 20 heures, mais aussi pour d'autres magazines de la rédaction.
Du 31 juillet au 3 septembre 2017, le journal de 13 heures est provisoirement tourné depuis le studio des journaux matinaux associés à l'émission Télématin, à la suite de la confection d'un nouveau plateau destiné à l'information dans le studio C du siège de France Télévisions (7 Esplanade Henri de France 75 015 Paris) et qui nécessite des éléments du plateau historique. Le nouveau plateau est dévoilé le 4 septembre 2017 à 20 heures, lors de l'arrivée d'Anne-Sophie Lapix à la présentation de l'édition.
En cas de grève, celui-ci est tourné dans la régie finale, tout comme Télématin et le 20 Heures.

## Présentateurs
Le journal de 13h est présenté en semaine, du lundi au vendredi, par Julian Bugier, et le week-end, le samedi et le dimanche, par Leïla Kaddour-Boudadi.
Lors d'absences ou de congés, Julian Bugier est remplacé par Maya Lauqué et Leïla Kaddour-Boudadi est elle, remplacée par Julien Benedetto.

## Rubriques
En semaine, la rubrique L'invité(e) des cinq dernières minutes (initiée du 6 septembre 2004 au 1er juillet 2016) est consacrée à un invité qui fait l'actualité. Après l'interview, les chanteurs et les musiciens livrent une prestation en direct sur le petit plateau installé côté Seine, près de la verrière. Aussi en semaine, la rédaction propose chaque jour (du lundi au vendredi) un feuilleton qui s'intéresse à la culture ou à la société, divisé en cinq épisodes d'environ cinq minutes. Le week-end, le journal se termine à 13 h 20 avant un magazine (13 h 15, le samedi ou 13 h 15, le dimanche), chaque samedi avec Bistros de nos régions (janvier-juillet 2019) et Contes et légendes (septembre 2019-2020) et Culturebox et chaque dimanche avec la série Chemin de Traverse (depuis octobre 2017) et Rubrique Sport Week-end (avec Jean-Sébastien Fernandes ou Grégory Naboulet).

## Audiences
Lundi 10 novembre 2014, le journal animé par Élise Lucet réalise sa meilleure audience avec 2 800 000 téléspectateurs et 19,7 % de part du marché[réf. nécessaire].
Le dimanche 30 avril 2017, le journal de 13h, animé par Laurent Delahousse, reçoit Emmanuel Macron en invité politique et réalise le record de la saison avec 3 203 000 téléspectateurs et 22,7 % de part de marché.
Le 18 février 2021, le journal concurrent de TF1 n'est pas diffusé en raison d'un problème technique. Le journal de France 2 réalise le record de la saison avec 5 380 000 téléspectateurs et 41,0 % de part du marché.

## Polémiques

### Générique subliminal
En 1988, Le Quotidien de Paris révélait que le générique des journaux d'information d'A2 contenait une image subliminale du visage de François Mitterrand. Le lendemain, William Leymergie (présentateur du 13 heures), recevait Elie Vannier (directeur de l'information) pour évoquer cette polémique. En effet au ralenti, on pouvait reconnaître le visage du président dans le logo d'Antenne 2. D'après Elie Vannier, ce n'était pas à cause du générique que François Mitterrand avait été élu aux élections de la même année :

«  Un matin (...) on a appris que le Quotidien de Paris avait révélé qu'il y avait une image subliminale de François Mitterrand dans le générique d'Antenne 2, et que dans ces conditions, l'élection présidentielle tout entière en avait été faussée. Alors on est tous allés dans une salle de montage, on a visionné image par image, plan par plan, et tout d'un coup au milieu du "2" de A2 est apparu d'une façon d'ailleurs pas très nette, la tête de Mitterrand. Y'avait bien l'image du Président de la République. Ca a été très douloureux pour le président d'Antenne 2 de l'époque qui s'appelait Claude Contamine. Claude Contamine avait été nommé en 86, essentiellement parce que c'était un vieux gaulliste. Et on l'avait nommé là, parce qu'on était sûr qu'il ne ferait pas la campagne de Mitterrand. Et patatras, le malheureux, toute la presse de droite et tous les électeurs de droite lui reprochaient d'avoir fait, nolens volens, la campagne de François Mitterrand.  »

Elie Vannier revenant sur la polémique dans l'émission TV+ en 1998 sur Canal+.